# موتور حاجي ولي محمد نارويي
موتور حاجي ولي محمد نارويي (بالإنجليزية: Mowtowr-e Hajji Vali Mohammad Naruyi)‏ هي منطقة سكنية تقع في سيستان وبلوتشستان في إيران. يقدر عدد سكانها بـ 40 نسمة .